# La legge dei fuorilegge
La legge dei fuorilegge (Law of the Lawless) è un film del 1964 diretto da William F. Claxton.
È un film western statunitense con Dale Robertson, Yvonne De Carlo e William Bendix.

## Trama
Il giudice Clem Rogers arriva a Stone Junction per un processo delicato: l'uomo da giudicare è il figlio del celebre bandito Tom Stone. Questi prova a fare pressioni sul giudice, sfruttando anche la presenza in città di un altro bandito che anni prima aveva ucciso il padre di Rogers. Ma il giudice non si lascia intimidire.

## Produzione
Il film, diretto da William F. Claxton su una sceneggiatura di Steve Fisher, fu prodotto da A.C. Lyles per la A.C. Lyles Productions e girato nell'Iverson Ranch a Chatsworth in California. I titoli di lavorazione furono Invitation to a Hanging e The Day of the Hanging.

## Distribuzione
Il film fu distribuito con il titolo Law of the Lawless negli Stati Uniti dal 13 maggio 1964 (première a Los Angeles il 18 marzo 1964) al cinema dalla Paramount Pictures.
Altre distribuzioni:
- in Svezia il 27 gennaio 1964 (Dags för hängning)
- in Germania Ovest il 6 marzo 1964 (Das Gesetz der Gesetzlosen)
- in Finlandia il 13 marzo 1964 (Lainsuojattoman laki)
- negli Stati Uniti il 13 maggio 1964
- in Danimarca il 29 maggio 1964 (De lovløses lov)
- in Austria nel giugno del 1964 (Das Gesetz der Gesetzlosen)
- in Francia il 23 dicembre 1964 (Condamné à être pendu)
- in Jugoslavia (Cast odmetnika)
- in Venezuela (La ley de los forajidos)
- in Spagna (La ley de los sin ley)
- in Brasile (O Juiz Enforcador)
- in Italia (La legge dei fuorilegge)

## Critica
Secondo il Morandini "De Carlo brilla di luce propria in un western convenzionale senza sorprese".

## Promozione
La tagline è: "The "Hanging Judge" had come to the moment of decision!".